# Seznam památných stromů v okrese Teplice
Toto je seznam památných stromů v okrese Teplice, v němž jsou uvedeny památné stromy na území okresu Teplice.
| Název                           | Obrázek                       | Umístění                                         | Druh                                   | Obvod [v cm] | Kód wikidata     | Galerie                                                 | Poznámka |
| ------------------------------- | ----------------------------- | ------------------------------------------------ | -------------------------------------- | ------------ | ---------------- | ------------------------------------------------------- | --- |
| Jilm v Bílině                   | Jilm v Bílině                 | Bílina 50°32′50″ s. š., 13°46′30″ v. d.          | jilm horský                            | 290          | 101810 Q26787280 |                                                         | V ulici Na zámku vedle kostela sv. Petra a Pavla |
| Liliovník v lázeňském parku     |                               | Bílina 50°32′33″ s. š., 13°45′30″ v. d.          | liliovník tulipánokvětý                | 160          | 104696 Q26789333 |                                                         | V lázeňském parku Kyselka, v blízkosti hlavní lázeňské budovy lázní Bílina                                                                                                |
| Hraniční buk †                  | Hraniční buk kolem roku 1930  | Cínovec 50°43′59″ s. š., 13°46′8″ v. d.          | buk lesní                              | 0            |                  | Kategorie „Hraniční buk (Cínovec)“ na Wikimedia Commons | Buk byl vysazen u hranic s Německem, dožil se asi 440 let; odumřel v 70. letech 20. století                                                                               |
| Kaštanovník v Domaslavicích     |                               | Domaslavice 50°38′41″ s. š., 13°42′24″ v. d.     | kaštanovník jedlý                      | 280          | 101820 Q26787288 |                                                         | Na zahradě ve svahu u čp. 10 |
| Tis u Domaslavic                |                               | Domaslavice 50°38′41″ s. š., 13°42′23″ v. d.     | tis červený                            | 0            | 101821 Q26787289 |                                                         | Na kraji polní cesty, v blízkosti železniční trati Moldava-Most; dvojkmen                                                                                                 |
| Tis v Domaslavicích             |                               | Domaslavice 50°38′41″ s. š., 13°42′26″ v. d.     | tis červený                            | 0            | 101822 Q26787290 |                                                         | Na dvoře bývalé zemědělské usedlosti čp. 10 |
| Dub v Dubí                      |                               | Dubí                                             | dub letní                              | 394          | 106260 Q73601837 |                                                         | Strom roste těsně u silnice v ulici Údolí cca 15m JZ od vjezdu do zahrady domu č.p. 27.                                                                                   |
| Jilmová alej u Duchcova         |                               | Duchcov 50°36′52″ s. š., 13°43′49″ v. d.         | jilm vaz (70)                          | 0            | 101823 Q26791044 |                                                         | 70 chráněných stromů Po obou stranách polní cesty, která je přerušena přeložkou Loučenského potoka; obvod kmenů od 180 cm do 470 cm                                       |
| Buk ve Vlčím Dole               |                               | Hrad Osek 50°38′41″ s. š., 13°40′ v. d.          | buk lesní                              | 550          | 105864 Q26790472 | Kategorie „Buk ve Vlčím Dole“ na Wikimedia Commons      | V přírodní rezervaci Vlčí Důl |
| Lípa malolistá                  |                               | Hrad Osek 50°37′53″ s. š., 13°39′59″ v. d.       | lípa malolistá                         | 395          | 101819 Q26787287 | Kategorie „Chapel (Hrad Osek)“ na Wikimedia Commons     | U bývalé poutní kaple pod hradem Osek |
| Hloh Lavallův v Chotějovicích † |                               | Chotějovice 50°34′47″ s. š., 13°47′22″ v. d.     | hloh Lavallův                          | 170          | 104698 Q26789334 |                                                         | V obci na Dvořákově ulice. Ochrana zrušena 1. března 2024. |
| Dub v Krupce                    |                               | Krupka 50°41′3″ s. š., 13°51′39″ v. d.           | dub zimní                              | 360          | 101811 Q26787281 |                                                         | V obci u kostela sv. Anny |
| Lípy u Božích muk v Křižanově † |                               | Křižanov u Hrobu 50°39′8″ s. š., 13°42′55″ v. d. | lípa malolistá (2)                     | 0            | 101813 Q26780524 |                                                         | V obci u silnice u Božích muk rostou dvě památné lípy s obvodem kmenů 285 cm a 310 cm                                                                                     |
| Lípy u kaple v Křižanově        |                               | Křižanov u Hrobu 50°39′6″ s. š., 13°42′52″ v. d. | lípa malolistá (2)                     | 0            | 101814 Q26780525 |                                                         | V obci u silnice v blízkosti barokní kaple; obvod kmenů: oba 310 cm |
| Dub letní                       |                               | Kvítkov u Modlan 50°38′23″ s. š., 13°52′9″ v. d. | dub letní                              | 431          | 105665 Q26790224 |                                                         | Ve svahu u silnice |
| Lípy u kostela v Měrunicích     |                               | Měrunice 50°28′40″ s. š., 13°49′ v. d.           | lípa malolistá (1) lípa velkolistá (1) | 0            | 101824 Q26780521 |                                                         | Dvě památné lípy rostou u vstupu do kostela sv. Stanislava, poblíž čp. 72 a kamenného sloupu a před presbytářem u čp. 69; obvod kmenů 285 cm a 380 cm                     |
| Dub ve Mstišově                 |                               | Mstišov 50°39′57″ s. š., 13°46′22″ v. d.         | dub letní                              | 336          | 106092 Q26790756 |                                                         | V obci na travnatém mírně svažitém pozemku v blízkosti čp. 101 |
| Lípy ve Mstišově                |                               | Mstišov 50°39′54″ s. š., 13°46′52″ v. d.         | lípa malolistá (2)                     | 0            | 105602 Q26780529 |                                                         | Dvě památné lípy rostou v obci na náměstí u kapličky |
| Osecký dub †                    | Torzo oseckého dubu           | Osek 50°37′38″ s. š., 13°41′32″ v. d.            | dub                                    | 0            |                  | Kategorie „Tisíciletý dub v Oseku“ na Wikimedia Commons | Jednalo se o velmi starý dub, v roce 2010 tu bylo jenom 4 m vysoké torzo kmene; je u něj cedule označující památný strom, ale není v databázi a patrně ani nebyl vyhlášen |
| Osecký dub II.                  |                               | Osek 50°37′39″ s. š., 13°41′32″ v. d.            | dub letní                              | 480          | 106382           |                                                         | Strom roste v malém městském parku v severní části města Osek u Duchcova; jedná se o pozůstatek původního přirozeného dubového lesa.                                      |
| Buk v Oseku                     |                               | Osek u Duchcova 50°37′21″ s. š., 13°41′8″ v. d.  | buk lesní převislý                     | 290          | 101817 Q26787284 |                                                         | V oploceném areálu Lesů ČR, na okraji městské zástavby |
| Lípy u kláštera v Oseku         |                               | Osek u Duchcova 50°37′14″ s. š., 13°41′34″ v. d. | lípa malolistá (2)                     | 0            | 101818 Q26780522 |                                                         | Dvě památné lípy rostou na travnatém pruhu mezi komunikací Osek – Lom a zdí kláštera; obvody kmenů jsou 215 cm a 227 cm                                                   |
| Dub v Proboštově                |                               | Proboštov 50°40′9″ s. š., 13°50′22″ v. d.        | dub letní                              | 357          | 105100 Q26789672 |                                                         | V zeleném pásu v ulici "Na Pěnkavce" |
| Prosetické duby                 |                               | Prosetice 50°37′31″ s. š., 13°50′12″ v. d.       | dub letní (3)                          | 0            | 101815 Q26780527 |                                                         | Tři památné duby rostou při okraji souvislejšího lesního porostu; stromy mají obvody kmenů 440 cm, 600 cm a 507 cm                                                        |
| Lípa ve Střelné                 |                               | Střelná 50°40′1″ s. š., 13°44′56″ v. d.          | lípa malolistá                         | 450          | 101812 Q26787282 |                                                         | V obci po pravé straně silnice z Košťan do Střelné |
| Dub letní                       |                               | Teplice 50°38′34″ s. š., 13°50′33″ v. d.         | dub letní                              | 305          | 105460 Q26790047 |                                                         | Na dvoře základní školy Nové lázně |
| Dub v Teplicích                 | Koruna dubu u Zámecké zahrady | Teplice 50°38′10″ s. š., 13°49′16″ v. d.         | dub letní                              | 315          | 101809 Q26787278 |                                                         | V okrajové části Zámecké zahrady, u autobusové zastávky v Alejní ulici směrem do centra města                                                                             |
| Dub v Žimu                      |                               | Žim 50°35′16″ s. š., 13°57′33″ v. d.             | dub zimní                              | 290          | 101816 Q26787283 |                                                         | U silnice Žim – Bořislav, poblíž lesa |